# Destroyer of Worlds
Destroyer of Worlds este al zecelea album de studio al trupei suedeze de metal extrem, Bathory. A fost lansat pe 9 octombrie 2001 prin Black Mark Productions.

## Tracklist
1. "Lake of Fire" (5:43)
2. "Destroyer of Worlds" (4:51)
3. "Ode" (6:27)
4. "Bleeding" (3:55)
5. "Pestilence" (6:50)
6. "109" (3:36)
7. "Death from Above" (4:35)
8. "Krom" (2:50)
9. "Liberty & Justice" (3:52)
10. "Kill Kill Kill" (3:09)
11. "Sudden Death" (3:19)
12. "White Bones" (8:35)
13. "Day of Wrath" (8:15)

- Toate cântecele au fost scrise și compuse de Quorthon.

### Componență
- Quorthon - voce, chitară, chitară bas, tobe, percuție